# Om Prakash Karhana
Om Prakash Singh Karhana (* 11. Januar 1987 in Lakhuwas, Haryana) ist ein indischer Leichtathlet, der sich auf das Kugelstoßen spezialisiert hat.

## Sportliche Laufbahn
Erste internationale Erfahrungen sammelte Om Prakash Karhana im Jahr 2006, als er bei den Juniorenweltmeisterschaften in Peking mit 18,41 m mit der 6-kg-Kugel in der Qualifikation ausschied. 2008 gewann er bei den Hallenasienmeisterschaften in Doha mit 18,37 m die Silbermedaille hinter dem Kuwaiter Ahmad Gholoum. Im Jahr darauf siegte er dann bei den Asienmeisterschaften in Guangzhou mit einem Stoß auf 19,87 m. 2010 belegte er bei den Commonwealth Games in Neu-Delhi mit 19,51 m den fünften Platz und erreichte anschließend bei den Asienspielen in Guangzhou mit 19,17 m Rang vier. Im Jahr darauf gewann er dann bei den Asienmeisterschaften in Kōbe mit 19,47 m die Bronzemedaille hinter dem Taiwaner Chang Ming-huang und Zhang Jun aus China. Zudem qualifizierte er sich erstmals für die Weltmeisterschaften in Daegu, verfehlte dort aber mit 19,29 m den Finaleinzug. 2012 nahm er an den Olympischen Spielen in London teil, schied dort aber mit 19,86 m in der Qualifikation aus.
2013 gewann er bei den Asienmeisterschaften im heimischen Pune mit 19,45 m die Bronzemedaille hinter dem Saudi Sultan Abdulmajeed al-Habashi und Chang Ming-huang aus Taiwan. Im Jahr darauf siegte er bei den Hallenasienmeisterschaften in Hangzhou mit einer Weite von 19,07 m und qualifizierte sich damit für die Hallenweltmeisterschaften in Sopot, ging dort aber kurzfristig nicht an den Start. Anschließend nahm er erneut an den Commonwealth Games in Glasgow teil und belegte dort mit 18,73 m den sechsten Platz und erreichte anschließend bei den Asienspielen in Incheon mit 16,94 m Rang neun. 2016 siegte er dann bei den Südasienspielen in Guwahati mit 18,45 m und gewann kurz darauf bei den Hallenasienmeisterschaften in Doha mit 18,77 m die Bronzemedaille hinter den Chinesen Liu Yang und Tian Zizhong. Im Jahr darauf wurde er bei den Asienmeisterschaften in Bhubaneswar mit 18,70 m Vierter und erreichte anschließend bei den Asian Indoor & Martial Arts Games in Aşgabat mit 18,80 m Rang fünf. 2018 klassierte er sich bei den Hallenasienmeisterschaften in Teheran mit 18,02 m auf dem siebten Platz und im Jahr darauf gewann er bei den Asienspielen in Kathmandu mit 17,31 m die Silbermedaille hinter seinem Landsmann Tejinder Pal Singh.
In den Jahren 2008, 2009 und 2013 wurde Karhana indischer Meister im Kugelstoßen.

## Persönliche Bestleistungen
- Kugelstoßen: 20,69 m, 12. Mai 2012 in Szombathely
  - Kugelstoßen (Halle): 19,37 m, 29. Januar 2010 in Flagstaff